# Karlštejn (stacja kolejowa)
Karlštejn – stacja kolejowa w Karlštejn, w kraju środkowoczeskim, w Czechach. Znajduje się na wysokości 220 m n.p.m.
Jest zarządzana przez Správę železnic. Na stacji istnieje możliwość zakupu biletu i rezerwacji miejsc.

## Linie kolejowe
- 171 Praha - Beroun